# Play-by-E-Mail
Play-by-E-Mail(-Game/-Spiel) (kurz: PBEM, englisch: play-by-eMail game – zu Deutsch: Spiel via E-Mail) ist ein Spielprinzip für rundenbasierte Mehrspieler-Spiele, bei dem die Aktionen der Spieler und die Ergebnisse eines Spielzugs per E-Mail über das Internet verschickt werden. Diese Spielart entspricht der des klassischen Postspiels, wobei an die Stelle von Briefen oder Depeschen das Medium E-Mail tritt. Es können sowohl Brettspiele als auch Computerspiele als PBEM gespielt werden. Viele Brettspiele, vor allem Schach in der Form von Fernschach, werden bereits seit dem 19. Jahrhundert in ähnlicher Weise gespielt.
Als ältestes kommerzielles Spiel, das seit 1970 von Flying Buffalo moderiert wird, gilt Nuclear Destruction. Das Spiel WebWar II des Unternehmens Neolithic Enterprises nutzte als erstes in den frühen 1980er Jahren verbreitete E-Mail-Dienste. Es basiert auf Starweb, welches 1976, ebenfalls von Flying Buffalo veröffentlicht wurde.

## Allgemeines
PBEM-Spiele bilden unter den Mehrspieler-Computerspielen gewissermaßen das Gegenstück zu den Online-Spielen. Während bei Online-Spielen die Kommunikation zwischen den Computern synchron erfolgt, läuft sie bei PBEM-Spielen asynchron ab. Der Vorteil dieses Prinzips ist, dass die Spieler ihre Züge zu einem beliebigen Zeitpunkt ausführen können, weswegen nicht alle Teilnehmer zur selben Zeit am Computer sitzen müssen. Dies ist etwa für Partien mit Mitspielern aus verschiedenen Zeitzonen von Vorteil. Ein Nachteil der asynchronen Kommunikation ist der nicht unerhebliche Zeitaufwand für eine einzelne Runde, der durch das Warten auf die Ergebnisse der Züge anderer Mitspieler entsteht. Dies ist insbesondere bei Spielen mit einer reihum erfolgenden Zugauswertung, dem Prinzip der meisten Brettspiele, der Fall. Bei einer großen Anzahl an Mitspielern eignen sich daher eher Spiele, die die gleichzeitige Zugabgabe verlangen, wie es beispielsweise beim Brettspiel Diplomacy der Fall ist.
Aus diesen beiden Mechanismen klassischer Brettspiele ergeben sich die wesentlichen Ausprägungen des PBEM: das Client-basierte und das Host-basierte PBEM.

## Host-basiertes PBEM (gleichzeitige Zugauswertung)

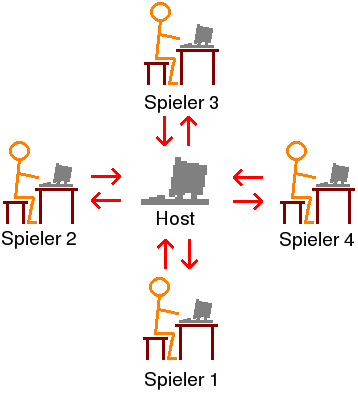
Host-basiert: Die Spieler übertragen Ihre Züge zum Host und erhalten von dort die Auswertung.

Bei Host-basiertem PBEM können von den teilnehmenden Spielern parallel (also gleichzeitig) Befehle via E-Mail an den Spielausrichter oder Gamehost geschickt werden. Die Auswertung der Spielzüge geschieht zu bestimmten, für alle Spieler gleichen Zeitpunkten durch den Host, entweder manuell durch einen menschlichen Auswerter oder – vor allem bei komplexen Spielen – durch ein Computerprogramm. Die Auswertung wird dann wieder gleichzeitig an alle Spieler verschickt. Große Host-basierte PBEMs können mehr als tausend Mitspieler in einer Partie haben. Bekannte Vertreter für Auswerter sind etwa der Judge bei Diplomacy oder die Game-Engine des PBEM Atlantis, von dem es neben dem englischsprachigen Original auch einen deutschsprachigen Ableger gibt, das German Atlantis. Eressea, ein Ableger von Atlantis, und Legends sind Beispiele für PBEMs mit sehr vielen Mitspielern. Fantasya ist eine weitere German Atlantis-Nachahmung. Es gibt zahlreiche Themen, die durch PBEM-Spiele bedient werden – beispielsweise: Fantasy-, Science-Fiction-, Militär- oder auch Sportspiele.
Host-basierte PBEM-Spiele ähneln in ihrem Kommunikationsverhalten häufig den rundenbasierten Browserspielen. Teilweise erfolgt die Auswertung auch in so schnellem Takt, dass nicht auf die Züge aller anderen Spieler gewartet wird, zum Beispiel bei dem kommerziellen PBEM Quest-Online.

## Client-basiertes PBEM (sequentielle Zugauswertung)

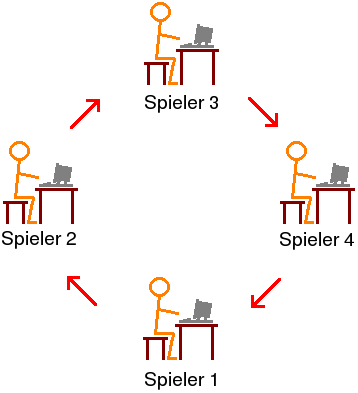
Client-basiert: Die Spieler schicken ihre Züge direkt von einem Spieler (Client) zum nächsten.

Beim Client-basierten PBEM werden die Spielzüge reihum von einem Mitspieler zum nächsten geschickt. Die Spielzüge werden dabei auf den Clients der Mitspieler ausgewertet. Der aktive Spieler gibt seine Befehle lokal in seinem System ein und kann meistens direkt die Auswirkung seines Handelns beobachten. Die Spielfiguren der anderen Spieler verhalten sich dabei passiv oder folgen vorher festgelegten Regeln. Dies ist auch das grundlegende Prinzip des Schachs, wo der aktive Spieler Figuren des anderen schlagen kann, ohne dass dieser bis zu seiner aktiven Phase eingreifen könnte. Moderne Computerspiele dieser Art, wie beispielsweise Empire, Battle Isle (II & III), Age of Wonders oder Future Wars (2010), haben indes deutlich komplexere Regeln und erfordern einen speziellen Rich-Client des Spiels auf dem System jedes Spielers. Rich-Clients können dafür aber auch aufgrund ihrer direkten Kontrolle über die Hardware, auf der sie laufen, dynamischere und komplexere multimediale Inhalte darstellen, als es in einem Browserspiel oder einem textbasierten E-Mail-Spiel möglich wäre.
Client-basiertes PBEM benötigt keinen zentralen, ständig am Netz verfügbaren Gamehost. Einzelne Spiele können daher ohne eine aufwändigere technische Infrastruktur eingerichtet und gespielt werden.
Client-basiertes PBEM ähnelt in seiner Spielweise sehr dem Hotseat-Modus, den manche Spiele anbieten. Meistens können Hotseat-Spiele durch Abspeichern und Versenden des Spielstands auch einfach als E-Mail-Spiel gespielt werden.

## Rollenspiel-PBEM
Rollenspiel-PBEM (auch: RPG) bilden eine Besonderheit unter den PBEM-Spielen, da das zugrundeliegende Spielprinzip nicht streng rundenbasiert ist. Vielmehr geschieht das Ausspielen der Handlung dadurch, dass jeder Teilnehmer beliebige Aktionen seines Charakters in Texten beschreibt. Diese Spiele können auch als eine Mischform aus Host-basierten und Nicht-Host-basierten PBEM gespielt werden. Grundsätzlich hat jedes Spiel zwar einen Spiel-Meister oder Gamehost, der das Geschehen steuert und mit seinen Auswertungen sozusagen eine Runde beendet, die Länge solcher Runden ist aber nicht streng festgelegt und die Spieler kommunizieren zuweilen auch direkt und zu unbestimmten Zeiten miteinander, um Situationen auszuspielen (zum Beispiel Handel mit Waren). Im Gegensatz zu einem Chatrollenspiel läuft ein PBEM-Rollenspiel nicht in Echtzeit ab, sondern die Teilnehmer können sich zur Beantwortung ihrer Mails Zeit lassen. Beispiele für Spiele dieser Art sind Chrestonim, Legends, Heldenwelt, Stargate X, USS Explorer, das DSA-Lehensspiel sowie die PBEM-StarTrek-Community SFG.

## Verbreitung von PBEM
Die Bestimmung der Beliebtheit von PBEM ist schwierig, da die Spiele mit Ausnahme der großen Host-basierten Spiele meist dezentral in abgeschlossenen Runden gespielt werden. Aus der Anzahl der verfügbaren Computerspiele und der Erwähnung in Spiel-Foren, Zeitschriften und auf Messen lässt sich aber erkennen, dass PBEM nur von einer Minderheit aller Spieler wahrgenommen wird. Der Hauptgrund hierfür liegt vermutlich in der beschränkten Möglichkeit zur Erzeugung von Spielaction, sowie der nötigen Geduld und hohen Ausdauer, die für das Durchspielen eines solchen Spiels nötig sind. Bei den Computerspielen sind Host-basierte PBEM-Spiele stärker verbreitet als die Client-basierten, was auf den einfacheren Zugang zu diesem Spieltyp zurückgeführt werden kann: Host-basierte PBEM-Spiele erfordern meist nur einen Web-Browser bzw. Thin-Client oder sogar nur ein E-Mail-Programm, während Client-basierte PBEM-Spiele normalerweise den Erwerb einer speziellen Spiel-Software voraussetzen.